# 파리의 도둑 고양이
《파리의 도둑 고양이》(프랑스어: Une vie de chat)는 2010년 개봉한 프랑스의 모험/범죄 애니메이션 영화이다.
이 영화는 2010년 10월 15일 생캉탱 시네죈 영화제에서 초연되었다. 이 영화는 2010년 12월 15일 프랑스에서 Gébéka Films를 통해, 벨기에와 네덜란드에서는 Benelux Film Distributors를 통해, 2010년 12월 22일 스위스에서 Agora Films를 통해 극장 개봉되었다.

## 줄거리
파리에서 붉은 줄무늬를 가진 검은 고양이는 낮에는 '디노'라는 이름으로 소녀 조이와 함께 지내고, 밤에는 '미스터 캣'으로 불리며 도둑 니코와 함께 보석을 훔치는 이중생활을 한다. 조이는 아버지의 죽음 이후 말을 잃고 엄마와 멀어졌는데, 니코는 조이에게 생선 모양 팔찌를 선물한다. 조이의 엄마는 경찰 간부로, 남편을 죽게 한 범죄자 빅터 코스타가 나이로비 거상 조각상을 다시 노린다는 정보를 입수하고 경계를 강화한다.
조이는 고양이를 따라 밤에 몰래 집을 나섰다가 빅터 일당을 목격하고, 유모 클로딘이 빅터의 편이라는 사실을 알게 된다. 조이는 니코의 도움으로 위기를 모면하지만, 경찰은 니코를 조이 납치범으로 오해하고 체포한다. 니코는 조이가 위험에 처했다는 것을 알리고, 조이의 엄마는 그의 말이 사실임을 확인한다.
클로딘은 조이를 빅터의 집으로 데려가 감금하고, 고양이는 클로딘의 향수를 따라 니코를 집으로 안내한다. 니코는 조이를 구출하고, 빅터 일당은 노트르담 성당까지 추격해 온다. 니코가 위기에 처하자 조이의 엄마가 나타나 그를 구하고, 마지막으로 조이를 잡은 빅터를 상대로 용기를 내어 싸우고, 그 과정에서 빅터는 추락사한다. 빅터 일당은 모두 체포되고 조이는 목소리를 되찾는다.
니코는 개과천선하여 도둑질을 그만두고 조이 가족의 일원이 되고, 고양이는 집 고양이가 된다. 니코는 크리스마스 선물로 노트르담 대성당이 들어있는 스노우볼을 조이 엄마에게 선물한다.

## 캐스팅
- 도미니크 블랑 - Jeanne
- 브뤼노 살로몬 - Nico
- 장 벵귀귀 - Victor Costa
- 오리안 자니 - Zoé

## 같이 보기
- 아리스토캣